# (72542) 2001 DE105
(72542) 2001 DE105 – planetoida z pasa głównego asteroid okrążająca Słońce w ciągu 4,1 lat w średniej odległości 2,56 j.a. Została odkryta 16 lutego 2001 roku.